# Lo que le pasó a Santiago
Lo que le pasó a Santiago è un film del 1989 diretto da Jacobo Morales. Fu candidato all'Oscar al miglior film straniero.

## Trama
A 65 anni, Santiago Rodríguez affronta con rassegnazione la sua nuova vita dopo il pensionamento. Un giorno, dopo aver visitato la tomba di sua moglie, incontra una donna misteriosa in un parco della Vecchia San Juan. Entrambi parlano e finiscono anche per scambiarsi dei regali, anche se quando si salutano si rende conto che lei non gli ha detto il suo nome e non sa se la rivedrà. Nel loro prossimo incontro, si presenta come Angelina e si definisce una persona innamorata della vita, ma rifiuta di fornirgli maggiori dettagli nonostante il legame che esiste tra loro.
La storia non si concentra solo sulla relazione di Santiago con Angelina: il protagonista deve fare i conti anche con la figlia Nereida, che è nel bel mezzo di un processo di divorzio, e con il figlio Eddie, che ha affrontato vari problemi, al punto da dover abbandonare la pensione. Il suo felice rapporto con Angelina gli permette di lasciarsi alle spalle i problemi personali e ritrovare la gioia di vivere. Tuttavia, è così innamorato che finisce per indagare su di lei per scoprire la sua vera identità.